# Río Grande (Isla Riesco)
El río Grande es un curso natural de agua emisario del Lago Riesco (Isla Riesco) que fluye con dirección general sur y desagua en la ribera norte de la bahía Otway en la Región de Magallanes.

## Caudal y régimen
Los ríos Grande, Rubens, Penitente, San Juan de la Posesión y el Grande de Tierra del Fuego tienen un régimen pluvio-nival, con un peak entre abril y julio, y otro a comienzos de la primavera.: 10 

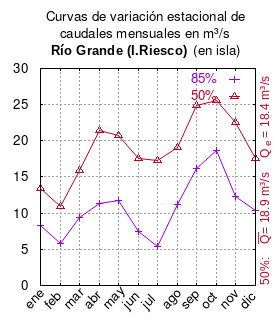
Curvas de variación estacional del río Grande de la isla Riesco.

El caudal del río (en un lugar fijo) varía en el tiempo, por lo que existen varias formas de representarlo. Una de ellas son las curvas de variación estacional que, tras largos periodos de mediciones, predicen estadísticamente el caudal mínimo que lleva el río con una probabilidad dada, llamada probabilidad de excedencia. La curva de color rojo ocre (con {\displaystyle {\color {Red}\vartriangle }}) muestra los caudales mensuales con probabilidad de excedencia de un 50%. Esto quiere decir que ese mes se han medido igual cantidad de caudales mayores que caudales menores a esa cantidad. Eso es la mediana (estadística), que se denota Qe, de la serie de caudales de ese mes. La media (estadística) es el promedio matemático de los caudales de ese mes y se denota {\displaystyle {\overline {Q}}}. 
Una vez calculados para cada mes, ambos valores son calculados para todo el año y pueden ser leídos en la columna vertical al lado derecho del diagrama. El significado de la probabilidad de excedencia del 5% es que, estadísticamente, el caudal es mayor solo una vez cada 20 años, el de 10% una vez cada 10 años, el de 20% una vez cada 5 años, el de 85% quince veces cada 16 años y la de 95% diecisiete veces cada 18 años. Dicho de otra forma, el 5% es el caudal de años extremadamente lluviosos, el 95% es el caudal de años extremadamente secos. De la estación de las crecidas puede deducirse si el caudal depende de las lluvias (mayo-julio) o del derretimiento de las nieves (septiembre-enero).

## Historia
Luis Risopatrón lo describe en su Diccionario jeográfico de Chile (1924):: 360 
Grande (Río). De corto curso, corre hacia el SE de la isla Riesco i desemboca en la ribera N de las aguas de Otway, a corta distancia al W de la punta Hately.